# واوکسهل (نیوجرسی)
واوکسهل، نیو جرسی (به انگلیسی: Vauxhall, New Jersey) یک منطقهٔ مسکونی در ایالات متحده آمریکا است که در آنیون، نیوجرسی واقع شده‌است.

## خصوصیات
واوکسهل ۵۸ متر بالاتر از سطح دریا واقع شده‌است.